# 阿伊特圖德特
36°31′12″N 4°11′06″E / 36.5201°N 4.1851°E
阿伊特圖德特（阿拉伯语：‎），是阿爾及利亞的城鎮，位於該國北部提濟烏祖省，由瓦齊夫區負責管轄，面積35平方公里，2008年人口8,521，人口密度每平方公里246人。